# Anānjerd
Anānjerd (persiska: انانجرد) är en ort i Iran.   Den ligger i provinsen Markazi, i den centrala delen av landet, 180 km sydväst om huvudstaden Teheran. Anānjerd ligger 1 702 meter över havet och antalet invånare är 177.
Terrängen runt Anānjerd är varierad.Runt Anānjerd är det ganska tätbefolkat, med 75 invånare per kvadratkilometer. Närmaste större samhälle är Salafchegān, 18,9 km nordost om Anānjerd. Trakten runt Anānjerd består i huvudsak av gräsmarker.